# فرودگاه شهرستان هاربر اسپرینگز
فرودگاه شهرستان هاربر اسپرینگز (به انگلیسی: Harbor Springs Municipal Airport) یک فرودگاه همگانی بهره‌برداری هوایی است که یک باند فرود آسفالت دارد و طول باند آن ۱۲۶۷ متر است. این فرودگاه در کشور ایالات متحده آمریکا قرار دارد و در ارتفاع ۲۰۹ متری از سطح دریا واقع شده‌است.